# Санто Стефано (Тревизо)
Санто Стефано је насеље у Италији у округу Тревизо, региону Венето.
Према процени из 2011. у насељу је живело 504 становника. Насеље се налази на надморској висини од 245 м.